# Перікл
Перікл, також Перикл (грец. Περικλής, 495 до н. е. або 494 до н. е. — 429 до н. е.) — державний діяч, стратег, оратор і полководець у Стародавніх Афінах. Період правління Перікла називають «золотим століттям Афін», визнаючи його добою найвищого внутрішнього розквіту Греції.

## Ранні роки
Подробиці життя Перікла відомі майже виключно за працею Плутарха «Порівняльні життєписи». Він народився у філі Акамантіди, дем Холарга. Як з батьківського, так і з материнського боку, походив із знаменитих сімей та родів — Бузігів і Алкмеонідів відповідно. Його батько, Ксантипп, який розгромив полководців перського царя в битві при Мікале, був одружений з Агарістою, онучкою Клісфена, славний тим, що вигнав Пісістратидів, сміливими діями поклав край тиранії, дав афінянам закони і встановив державний лад, який мав мішану форму з метою забезпечити згоду й добробут громадян.
За переказом, Агарісті наснилося, начебто вона породила лева. Через декілька днів з'явився на світ Перікл. Тілесних вад він не мав, тільки голова була довгаста й надто велика порівняно з тілом. Через те він на всіх статуях зображений із шоломом на голові. Очевидно, скульптори не хотіли зображати його негарним. Втім давньогрецькі комедіографи називали його схінокефалом, тобто «цибулиноголовим».
Перікл навчався музики, біології, астрології. Саме вивченню астрології, на думку Плутарха, приписується «високе мислення та піднесеність мови». Історії відомий такий випадок: «Одного разу, попри те, що якийсь невихований грубіян не вгавав ганити його й ображати, Перікл цілий день перебував на площі, зберігаючи весь час мовчання і заодно полагоджуючи якісь невідкладні справи. А ввечері він спокійно пішов додому, хоч той чоловік далі переслідував його й ганьбив на всі лади. Коли Перікл підійшов до дверей свого дому, вже добре посутеніло. Тож він велів своєму слузі взяти ліхтар і провести цього образника додому.»
У молодості Перікл боявся народу. Своїм зовнішнім виглядом він був схожим на Пісістрата, оскільки був його прапраонуком. Його приємний голос, жвавий і дотепний спосіб розмовляти бентежили літніх людей, настільки він нагадував мову Пісістрата. Перікл також боявся стати жертвою остракізму, адже був багатим, походив із знатного роду, мав друзів серед впливових персон. Тому він спочатку уникав займатись державними справами, проте на війні відзначався хоробрістю і не уникав небезпек.

## Здобуття влади
Через смерть правителів, Перікл присвятив себе державній діяльності, причому став на бік демократії: добробут маси бідняків він ставив вище від вигоди купки багатіїв, хоча зробив це всупереч своїй природі, аж ніяк не демократичній. Він побоювався, щоб його не запідозрили у прагненні до тиранії. Також він бачив, що Кімон визнає аристократичні погляди і через те став дуже цінним для аристократів. Крім того Перікл поступався Кімону багатством і засобами, якими той прихиляв до себе бідноту. Так, Кімон щоденно давав безплатні обіди бідним афінянам, роздавав одяг людям похилого віку, у своїх маєтках наказав знести огорожі, щоб кожен, хто забажає, міг користуватися тим, що там вродило.
Перікл, фактично переможений цими підступами, за чиєюсь порадою вдався до роздачі державних грошей. Відпусканням грошей на видовища, платою суддям, всілякого роду винагородами та роздаванням грошей Перікл швидко підкупив народні масі і скористався нею у боротьбі з Ареопагом, членом якого він не був, тому що його не було жодного разу обрано жеребкуванням ані архонтом, ані полемархом, ані тесмотетом.
Ці посади з давніх-давен були виборними за жеребом, і ті, хто, пройшовши перевірку, займали ці посади, ставали членами Ареопагу. Отож Перікл, домігшись великого впливу в народі, применшив значення Ареопагу. Так, відповідно до пропозиції Ефіальта (оратор Перікла), в Ареопагу відібрано право вирішувати більшість судових справ, а Кімон був вигнаний як прихильник спартанців і ворог демократії, хоч щодо багатства та знатного походження він не поступався нікому з громадян та ще й одержав блискучі перемоги над варварами й наповнив міську скарбницю великою кількістю грошей. Такий був великий вплив Перікла в народі.
Відповідно до цього він змінив свій спосіб життя. У місті можна було побачити, як він ходив лише по одній вулиці — тій, що вела на площу і в Раду. Він не відвідував звані обіди і відмовився від усілякого товариського життя, так що під час своєї довготривалої державної діяльності не був на обіді ні в кого з друзів, за винятком того випадку, коли одружувався його племінник.
Подібно до цього Перікл влаштував свої стосунки з народом: щоб не набридати йому, він виступав зрідка, говорив не в будь-якій справі і не завжди з'являвся на народні збори. Проте обов'язково брав участь в особливо важливих справ, а в усіх інших випадках діяв через своїх друзів або підсилав інших ораторів. Одним з них був Ефіальт, який підірвав могутність Ареопагу. Він, за висловом Платона, щедро наливав своїм громадянам незмішаного вина свободи. Скуштувавши її, народ, неначе норовистий кінь, почав сваволити і, як кажуть комедіографи, «нікого вже не хотів більше слухати й почав кусати Евбею та кидатись на інші острови».

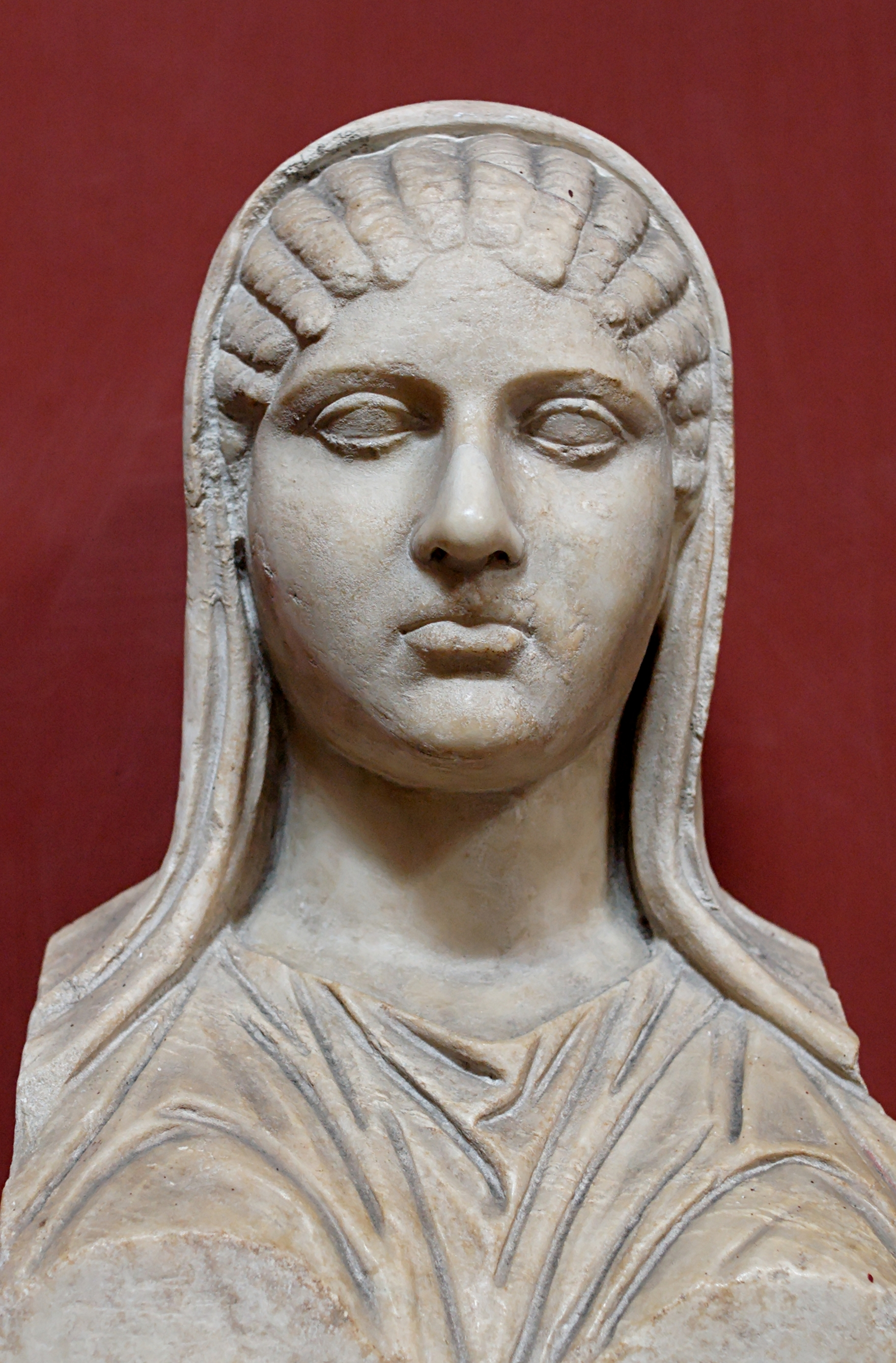
Аспасія

## Внутрішня політика Перікла
За переказом, коли противники Перікла виступили проти надмірного витрачання державних коштів, Перікл звернувся до народних зборів із запитанням, чи багато грошей він витратив. Коли йому відповіли, що дуже багато, він сказав: «У такому разі нехай ці витрати рахуються за мною, а не за вами, але посвятні написи на будівлях нехай містять моє ім'я». У відповідь на ці слова всі, чи то захоплені його великодушністю, чи то з честолюбства, — самі бажаючи прославитись цими спорудами, — закричали, щоб він усі витрати покривав з державних грошей і витрачав, нічого не шкодуючи. Нарешті у боротьбі з Фукідідом Перікл опинився у небезпеці: дійшло до того, що остраки мали вирішити, хто з двох повинен бути вигнаним. Періклові вдалося вигнати Фукідіда й розгромити ворожу партію.
Зрештою під остракізм підпали і Кімон, і Фукідід. Коли в такий спосіб був повністю усунений розбрат, і в державі запанували єдність і згода, Перікл нав'язав свою владу Афінам і підкорив собі все, що належало афінянам: внески союзників, військо, флот, море. Він домігся величезного впливу, який простягався як на греків, так і на варварів, його влада назовні ґрунтувалася на підтримці підкорених племен, дружніх стосунках з царями та на союзах із різними володарями.
Тепер Перікл став іншим, він більше не був слухняним знаряддям народу, вже не поступався юрбі. Замість попередньої м'якої, а часом трохи й поступливої демагогії, схожої на приємну й ніжну музику, він почав провадити політику, схильну до аристократичного і монархічного ладу, провадив її послідовно й непохитно, маючи на увазі загальне добро. Переважно він, переконуючи й повчаючи, вів за собою народ згідно з волею самого народу. Однак траплялося, що народ виявляв незадоволення, тоді Перікл, йдучи проти волі народу, вів його шляхом, корисним для держави.
Головними інструментами впливу Перікла на народ були надія та часом страх. У такий спосіб він то стримував надто зухвалі ідеї, то підбадьорював і втішав демос у зневірі. Цим він довів, що Платон має рацію, коли красномовство називає мистецтвом керувати душами, і що головне завдання красномовства — правильно підходити до різних вдач і пристрастей, немов до якихось тонів і звуків душі, що потребують відповідного доторку або удару. Втім причиною успіхів Перікла була не лише сила слова, а, за словами Фукідіда, «слава його життя й довір'я народу до нього, бо він виявився непідкупним і безкорисливим». Хоча Перікл перетворив Афіни на найбільше й найбагатше місто, і власною політичною могутністю перевершив багатьох царів і тиранів, він однак не збільшив своїх статків, які залишив йому батько, ні на драхму.
Суть влади Перікла визначив Фукідід, а комедіографи вдавались до злісних кпинів з нього. Вони називають друзів з його оточення новими пісістратидами, а від самого Перікла вимагають клятви, що він не думає стати тираном, указуючи на те, що його високе становище несумісне з демократичним ладом і надто обтяжливе для нього самого. Телеклід, наприклад, каже, що передали йому:
|  | Данини з міст; він міг зв'язати або звільнити, І міцним муром оточити і знову його зруйнувати. Підкорені йому: союзи, влада, сила, мир і щастя. |

Таке становище не було наслідком щасливого збігу обставин, або вдалого керівництва державою, чи вдячності народу за це. Перікл сорок років стояв на чолі держави, маючи таких славетних сучасників, як Ефіальт, Леократ, Міронід, Кімон, Толмід і Фукідід. Після падіння й вигнання Фукідіда він протягом не менш як п'ятнадцяти років був безперервно наділений одноосібною владою, оскільки його щорічно обирали стратегом. Попри таку владу Перікл залишився непідкупним, хоч не можна сказати, що грошові справи були йому байдужі. Перікл мав маєток, який він законно успадкував від батька. Щоб цей маєток не змарнувався від його недбайливості, щоб не завдавав йому клопоту і не віднімав часу зважаючи на його зайнятість, Перікл придумав такий спосіб завідування, який видався йому найзручнішим і найнадійнішим. Увесь річний врожай з полів він продавав повністю, а відтак усе найнеобхідніше для щоденного вжитку купував на ринку. Як і загалом у житті, так і в харчуванні він дотримувався суворого порядку й бережливості. Це не було до вподоби його дорослим синам та їхнім дружинам, для яких Перікл не виявився щедрим. Сини нарікали на розписані за днями і якнайточніше визначені видатки. Одружений Перікл був на Аспасії. Відомо також, що його господарство сумлінно вів слуга Евангел.
Усе це різко суперечило поглядам Анаксагора (вчителя Перікла, який пізніше став його радником), який покинув свій дім і залишив угіддя необробленими під пасовиська для овець. Втім, між життям філософа-споглядача й державного мужа не було нічого спільного: перший скеровує свої думки на прекрасне, не відчуваючи потреби ні в знаряддях, ні в зовнішній допомозі, для другого, якому доводиться мати справу з чисто життєвими потребами, багатство не лише стає просто-таки необхідним йому самому, а й засобом творити людям добро, як це було на прикладі Перікла, котрий допомагав бідноті. Про Анаксагора ж існує такий переказ. Одного разу, коли Перікл цілком був зайнятий державними справами, Анаксагор, уже глибокий старець, усіма забутий, лежав хворий без догляду. Він огорнув собі голову плащем і задумав піти з життя, заморивши себе голодом. Перікл, дізнавшись про це, налякався й негайно побіг до Анаксагора і почав гаряче просити його, щоб той відмовився від свого наміру й зглянувся якщо вже не на себе, то хоч на нього, хто в особі філософа втратить незрівнянного дорадника в державних справах. Тоді Анаксагор відхилив в сторону обличчя і з докором сказав: «Перікле, коли кому потрібний світильник, той наливає в нього олію».
За часів Перікла відбулась тяжка епідемія, яка забрала життя багатьох тисяч афінян, нині відома як 
«Афінська (Пелопонеська) моровиця» 430 до н. е. — 427 до н. е., яку описав у своїй «Історії» Фукідід. Що було причиною її, на сьогодні достеменно невідомо. Сам Фукідід видужав від цієї хвороби, тоді як Перікл помер від неї у 429 році до н. е.